# كلير لورانس مودي
كلير لورانس مودي (بالإنجليزية: Clare Lawrence Moody)‏ هي ممثلة بريطانية، ولدت في 1975 في أشتون أندر لاين ‏ في المملكة المتحدة.

## وصلات خارجية
- كلير لورانس مودي على موقع IMDb (الإنجليزية)
- كلير لورانس مودي على موقع قاعدة بيانات الفيلم (الإنجليزية)